# Parafia Świętych Apostołów Piotra i Pawła w Kociubińcach
Parafia Świętych Apostołów Piotra i Pawła w Kociubińcach – parafia rzymskokatolicka, znajdująca się w archidiecezji lwowskiej, w dekanacie Czortków. W parafii posługują księża archidiecezjalni. Według stanu na marzec 2024 w parafii posługiwali księża z parafii Wniebowzięcia NMP w Kopczyńcach w której proboszczem jest ks. Roman Teśluk.